# Muneyoshi Nishiyo
Muneyoshi Nishiyo (jap. 西代 宗良, Nishiyo Muneyoshi; * um 1930) ist ein japanischer Musiker (Trompete, Kornett) des Swing und Mainstream Jazz.
Muneyoshi Nishiyo, der ab den 1950er-Jahren in der japanischen Jazzszene aktiv war, spielte 1958 in der All-Stars-Formation des japanischen Swing Journal (Swing Group) Anfang der 1960er-Jahre nahm er die Jazzstandards „Rose Room“ und „Riverboat Shuffle“ unter eigenem Namen auf (Muneyoshi Nishiyo and Blacksmith and His Boys), mit Tsunetami Fukuda (Posaune), Kikuo Fukuya (Klarinette), Kazuya Okada (Piano), Shigeshi Omori (Gitarre), Tadao Kanno (Bass) und Yoichi Kimura (Schlagzeug). Um 1970 nahm er an den Swing Sessions im Jazzclub Junk teil, an denen auch Musiker wie Eiji Kitamura, Satoru Oda, Ichiro Masuda, Kazuo Yashiro, Yukio Ikezawa und Hiroshi Sunaga beteiligt waren (Live at the Junk, Trio Records). 1975 spielte er noch mit dem Trio von Kazuo Yashiro (My Ideal); außerdem begleitete er in einer All-Stars-Band die Sängerin Kiyoko Maruyama.